# Янхель Еррера
Янхель Еррера (ісп. Yangel Herrera, нар. 7 січня 1998, Ла-Гуайра) — венесуельський футболіст, півзахисник клубу «Манчестер Сіті». На умовах оренди виступає за «Жирону».
Виступав, зокрема, за клуб «Монагас».

## Клубна кар'єра
Народився 7 січня 1998 року в місті Ла-Гуайра. Вихованець футбольної школи клубу «Атлетіко Венесуела».
У дорослому футболі дебютував 2015 року, коли перебував в оренді клубу «Монагас» та за який не провів жодного матчу чемпіонату.
До складу клубу «Атлетіко Венесуела» повернувся 2016 року. Відтоді встиг відіграти за команду з Каракаса 17 матчів у національному чемпіонаті.

## Виступи за збірні
2015 року дебютував у складі юнацької збірної Венесуели, взяв участь у 4 іграх на юнацькому рівні, відзначившись 2 забитими голами.
Залучався до складу молодіжної збірної Венесуели. На молодіжному рівні зіграв у 11 офіційних матчах.
2016 року був запрошений до складу національної збірної Венесуели.
У складі збірної був учасником Кубка Америки 2016 року у США.